# Petersburg (Virginie)
Pour les articles homonymes, voir Petersburg.
Petersburg est une ville américaine indépendante située à l'est du Commonwealth de Virginie, sur les rives du fleuve Appomattox. La population de la ville était estimée en 2020 à 33 458 habitants.

## Géographie
Petersburg est située sur la côte est des États-Unis, environ à égale distance entre New York et la Floride, à la jonction de l'Interstate 95 et de l'Interstate 85 et à 40 kilomètres au sud de Richmond, la capitale de la Virginie.

## Personnalités liées à la ville
né à Petersburg
Catégorie:Naissance à Petersburg (Virginie)
autres
- Winfield Scott, général, est né près de Petersburg ;
- William Phillips, général britannique, est décédé à Petersburg ;